# Wiener Kammerorchester
La Wiener Kammerorchester, o WKO è un'orchestra da camera con sede a Vienna e residente nella Wiener Konzerthaus.
La WKO venne fondata nel 1946, ed i suoi primi direttori artistici furono Franz Litschauer, Heinrich Hollreiser, Paul Angerer e Carlo Zecchi. Quando assunse la direzione, dal 1976 al 1991, Philippe Entremont diede in inizio ad una tradizione di direttori che svolgevano il doppio ruolo di direttori d'orchestra e solista. Entremont ha continuato tutta la vita come direttore onorario dell'Orchestra, dirigendola in tour e nelle sue matinée al Konzerthaus. Inoltre, il WKO ha continuato a invitare artisti, nel duplice ruolo, come Yehudi Menuhin, Heinz Holliger, Heinrich Schiff, e Ola Rudner.
Heinrich Schiff fu direttore principale della WKO dal 2005 al 2008, quando dovette abbandonare l'incarico per motivi di salute. Venne nominato al suo posto Stefan Vladar nel maggio del 2008.  Dal 2003, è direttore associato Joji Hattori.
Ernst Märzendorfer diresse l'orchestra nella prima registrazione integrale delle sinfonie di  Joseph Haydn. Questo avvenimento ebbe scarsa diffusione per cui si crede che la prima integrale fosse stata quella di Antal Doráti con la Philharmonia Hungarica.

## Direttori principali
- Franz Litschauer
- Heinrich Hollreiser
- Paul Angerer (1956–1963)
- Carlo Zecchi (1966–1976)
- Philippe Entremont (1976–1991)
- Ernst Kovacic (artistic leader, 1996–1998)
- Christoph Eberle (1999–2004)
- Heinrich Schiff (2005–2008)
- Stefan Vladar (2008–oggi)